# Bataille de Dighomi
Invasions persanes en Géorgie
Batailles
- Teleti
- Tbilissi (1524)
- Aghdjakala
- Tbilissi (1541)
- Invasion de 1547
- Invasion de 1551
- Invasion de 1554
- Garissi
- Dighomi
- Samadlo
- Partskhissi
- Invasion de 1614
- Martkopi
- Bataille de Marabda
- Magharo
- Krtsanissi
- Invasion de 1800

La bataille de Dighomi est un épisode de la campagne lancée par le roi Simon Ier de Karthli en 1567, afin de délivrer la ville de Tbilissi occupée par les Persans.

## Contexte
Après une longue période de chaos et de décadence, la Géorgie se divisa officiellement en 1490, donnant naissance à trois royaumes indépendants : le Karthli, la Kakhétie et l'Iméréthie. De plus, deux nouveaux ennemis (la Perse séfévide et la Turquie ottomane) apparurent aux frontières de ces États géorgiens. Bientôt, les Ottomans s'approprièrent la Géorgie occidentale, tandis que le Karthli et la Kakhétie furent laissés aux invasions des Séfévides. Cette situation fut confirmée par le traité d'Amasya en 1555 et les rois géorgiens durent combattre seuls contre les envahisseurs musulmans.
En 1556, le roi Louarsab Ier de Karthli remporta une victoire à Garissi, mais perdit la vie durant la bataille, laissant ainsi son trône à son fils Simon Ier. Ce dernier, comme son père, dut affronter l'usurpation de son cousin pro-persan Daoud Khan dans le sud du pays et la guerre entre la Perse et la Géorgie redoubla de violence.

## La bataille
Le roi Simon avait participé en 1555 à la victoire de Garissi qui vit également la mort de son père et son propre avènement au trône. Encouragé par cette victoire, les Géorgiens décident de continuer leur chemin pour reprendre Tbilissi, la capitale du royaume occupée par l'usurpateur Daoud Khan.
En 1567, les troupes de Simon Ier arrivent au bord de la Koura, dans la vallée de Dighomi, un village non loin de Tbilissi. Par surprise, des troupes persanes dirigées par Daoud Khan organisent une incursion contre les armées géorgiennes pour empêcher (ou retarder) le siège de Tbilissi, mais Simon Ier, à la tête de ses forces, parvient à le mettre en déroute, non sans pertes car le nombre de morts géorgiens s'élèvent jusqu'à 2 000 âmes. L'usurpateur retourne alors s'enfermer derrière les murs de Tbilissi, tandis que les loyalistes continuent leur route en poursuivant les Persans.

## Conséquences
Le siège de Tbilissi par les troupes géorgiennes se solde en échec en raison des pertes humaines de Dighomi, mais aussi à cause du renforcement de la résistance de Daoud Khan. Cette défaite sera toutefois compensé par une nouvelle victoire à Samadlo en 1568. La capture en 1569 du roi Simon Ier par les troupes persanes arrêtera provisoirement le mouvement de libération du Karthli, tout en laissant Daoud Khan et les Qizilbashs occupés une importante partie du royaume.

## Autres

### Sources
- (en) Cet article est partiellement ou en totalité issu de l’article de Wikipédia en anglais intitulé « Battle of Digomi » (voir la liste des auteurs).

- M. Brosset Jeune, Chronique géorgienne, Saint-Pétersbourg, 1839